# Chronologie du sionisme
 (août 2024).

## Du premier exil des Juifs à la fondation du mouvement sioniste

### Le retour à Sion une idéologie inhérente à l'exil
Depuis leurs premières dispersions, l'idée du retour à Sion a toujours habité les Juifs et nombre d'entre eux y sont retournés, souvent encouragés par leurs autorités religieuses et politiques, dès que la situation le leur permettait.

#### Antiquité

##### Exil de Babylone
- -586 : Dispersion des Juifs par Nabuchodonosor II

- -538 : Après la prise de Babylone par les Perses, l'empereur Cyrus II libère les Juifs et leur donne la permission de retourner dans leur pays d'origine et d'y reconstruire le Temple de Jérusalem

##### Exil de Rome
- 70 : Siège et chute de Jérusalem.
- 132/135, révolte de Bar-Kokhba et éphémère indépendance de la Judée. L'empereur Hadrien réprime sévèrement les soulèvements, et Jérusalem, prise en 134, est interdite aux Juifs qui sont dispersés. Jérusalem prend le nom de Ælia Capitolina et la Judée, nouvelle province romaine comprenant la Syrie, Israël, la Jordanie, une partie du Liban actuels, est désormais appelée Palestine.
- 426 : mort de Gamaliel VI, dernier patriarche, président du Sanhédrin. Toute autorité religieuse et temporelle juive disparaît de Palestine[1].
- 438 :  L’Impératrice Eudoxie, visite, Jérusalem, et autorise les juifs à retourner prier sur le mont du temple
- 439 : Le code theodosien interdit  la construction de nouvelles synagogue est exclu définitivement les juifs de toute carrière politique.

#### Moyen-Âge
- 602-628 révolte juive contre Héraclius et prise de Jérusalem: La guerre byzantine-sassanide de 602-628  est considérée comme la dernière tentative juive d'obtenir l'autonomie en Palaestina Prima avant l'époque moderne
- 613 : Après la bataille d'Antioche, Schahr-Barâz conduit ses forces à travers la Palaestina Secunda et dans les provinces de la Palaestina Prima . Schahr-Baraz conquiert Césarée Maritima, la capitale administrative de la province de Palaestina Prima. Lorsque Schahr-Baraz entre en Galilée, une importante révolte juive a lieu et quelque 20 000 rebelles juifs se joignent à lui dans la guerre contre les Byzantins . Selon les chroniqueurs, 20 000 ou 26 000 rebelles juifs se joignent à lui dans la guerre contre les Byzantins .
- Les Perses sassanides sont rejoints par Néhémie ben Hushiel et Benjamin de Tibériade (un homme d'une immense richesse), qui enrôlent et arment des soldats juifs de Tibériade, de Nazareth et des villes montagneuses de Galilée, et, avec une bande d'Arabes et d'autres Juifs des régions méridionales du pays, ils marchent sur Jérusalem.

L'armée perse, renforcée par les forces juives dirigées par Néhémie ben Hushiel et Benjamin de Tibériade, s'empare de Jérusalem sans résistance.
La prise de Jérusalem a été interprétée par les auteurs juifs dans un contexte messianique. Des sacrifices auraient même été renouvelés sur le Mont du Temple . Le contrôle de la ville est confié à Néhémie ben Hushiel et Benjamin de Tibériade. Néhémie est alors nommé gouverneur de Jérusalem. Il commence à prendre des dispositions en vue de la construction du Troisième Temple et à établir des généalogies en vue de la création d'un nouveau grand sacerdoce.

#### XIIesiècle
- vers 1145 : Partisan du retour à Sion, Juda Halevi (auteur d'élégies, regroupées sous le nom de « Sionides » ou chiré Tsion [2]) arrive à Alexandrie, puis au Caire où il meurt en 1141 avant d’avoir pu s’embarquer pour la Palestine. La légende le fait mourir aux portes de Jérusalem sous les sabots d'un cavalier arabe[3].
- En 1160, David Alroy, mène une révolte juive dans la région du Kurdistan visant à libérer Jérusalem et y récréer un royaume.
- 1165 : visite du mont du temple par moise Maimonide.

- 1170 : certaines familles dont celle de Maïmonide doivent émigrer en Terre d'Israël.

#### XIIIesiècle
- 1240 : Yehiel de Paris s'embarque pour la terre d'Israël en compagnie de nombre de ses disciples après la disputation de Paris.
- 1267 : Moïse Nahmanide cherchant refuge dans les pays musulmans pour échapper aux persécution à la suite de la disputation de Barcelone, émigre à Jérusalem. Il y établit dans la vieille ville une synagogue qui existe encore de nos jours et qui est connue sous le nom de la synagogue Ramban. Son passage revivifie la vie communautaire juive à Jérusalem que la répression des Croisés et les incursions mongoles avaient interrompue. Nahmanide s'installe ensuite à Saint-Jean-d'Acre, où il exerce une grande activité dans la diffusion des études juives, qu'il estime négligées en Palestine.

#### XVesiècle
- 1488 : Désireux de connaître la terre d'Israël, Ovadia ben Abraham de Bertinoro quitte l'Italie Ie 29 octobre 1486 et y parvient le 25 mars 1488. Son voyage durera environ un an et demi, période durant laquelle il visitera entre autres les communautés juives de Rome et Naples en Italie, de Palerme en Sicile, d'Alexandrie et du Caire en Egypte et de la bande de Gaza, d'Hébron et de Bethléem en Palestine où il finit par s'installer.
- 1492 : Installation à Safed de juifs expulsés d'Espagne.

#### XVIesiècle
- 1524 : David Reubeni déclare vouloir lever une armée pour ramener les juifs sur leur terre ancestrale, obtient une audience papale. Il déclare avoir été envoyé en Europe pour obtenir des canons et des armes à feu pour la guerre contre les musulmans, qui empêchaient l'union des Juifs vivant des deux côtés de la Mer Rouge. Proclamant qu'il est uniquement un guerrier sans un être messie ou prophète.

- 1525 : David Reubeni est reçu à la cour portugaise où il arrive à l'invitation de Jean III, et reçoit tout d'abord la promesse d'une aide, l'arrêt temporaire des persécutions antisémites des Marranes, tout cela laisse à penser au Marranes portugais et espagnols, que Reubeni est le précurseur du Messie.

- 1540 : La synagogue Abraham Avinou est établie par le rabbin Malkiel Ashkenazi à Hébron

- 1561 : Joseph Nasi est nommé seigneur de Tibériade, suit le projet initiée plus tôt par sa tante Doña Gracia Nassi de fonder une Cité-État juive en Palestine. Précurseur du mouvement sioniste, il se donne comme mission d'encourager la réinstallation des Juifs dans la région en promouvant l'industrie du ver à soie afin de faire revenir les Juifs sur la terre d'Israël.

#### XVIIesiècle
- 1621 : Le légiste Sir Henry Finch (en) publie The World's Great Restauration, or Calling of the Jews, and with them of all Nations and Kingdoms, ouvrage dans lequel il émet l'idée d'une restauration nationale juive ce qui lui vaudra d'être incarcéré jusqu'à ce qu'il renie ses convictions.
- 1640 : Oliver Cromwell accepte l'idée de la création d'État juif en acceptant paradoxalement une immigration juive en Angleterre, ce qui pour les protestants participe à la dispersion des juifs aux quatre coins du monde réalisant ainsi la prophétie biblique consacrant leur retour sur leur terre ancestrale.

- 1695 : Hadrian Reland, géographe, déclare la Palestine d’alors pratiquement déserte, très peu peuplée dont la majorité des habitants se concentre alors dans les villes de Jérusalem, Acco (Acre), Tsfat (Safed), Yafo (Jaffa), Tveria (Tibériade) et Aza (Gaza). Il dit constater en outre une présence  de juifs sur cette terre, peuplée de quelques chrétiens et très peu de musulmans, dont la plupart étaient des bédouins.

#### XVIIIesiècle
- 1700 : un groupe d'environ 500 juifs polonais dirigé par Judah HeHasid arrive de Pologne dans la région de Palestine
- 1764 : Alya de Hassidim à Tibériade. À leur tête, se trouve un Rabbin polonais, Rabbi Menahem Mendel de Pérémishliny.

- 1777 : Nouvelle vague d’alya de Hassidim en Eretz Israël. Un group de 300 Hassidim s’installe à Tibériade, avec à leur tête Rabbi Menahem Mendel de Vitebsk (1730-1788) et Abraham Kalisk.

- 1799 : L’arrière-petit-fils du Baal Shem Tov, Nahman de Bratslav fait un voyage sur le territoire qui sera après 1948 Israël.

Le rabbin Hatam Sofer incite les Juifs de diaspora à s’installer en Eretz Israël : « Allez et installez-vous maintenant ! ».
- 1800 : La population des anciens royaumes de Juda et d'Israël compte 300 000 personnes parmi lesquelles quelque 5 000 Juifs, installés surtout à Safed, Jérusalem, Tibériade et Hébron.

### L'émergence d'un mouvement politique

#### XIXesiècle
L'idée d'un État juif en Palestine est attribuée à Bonaparte lors de la campagne d'Égypte, se basant sur de faux documents ; une proclamation de Jérusalem ainsi qu'une proclamation du Mont Thabor du général en chef de l'armée française et une lettre du grand rabbin de Jérusalem appelant à combattre pour l’Éternel. Henry Laurens a jugé que ces documents étaient des faux, rédigés dans le milieu messianique juif frankiste dans un cadre d'une logique apocalyptique ou messianique. Il y eut cependant à cette époque une rumeur qui parcourut l’Europe dont on retrouve de vagues mentions dans Le Moniteur et l'article d'un inconnu dans la Décade philosophique en avril 1798 qui propose de régénérer l’Égypte et la Syrie en appelant en Palestine les juifs. L'argument sera utilisé tantôt par l'historiographie sioniste dans le développement de la thèse de l’existence d'un ancien projet d’État juif, tantôt par l’historiographie arabe comme un élément d'un hypothétique complot occidental permanent, des Croisades à nos jours.
- 1806 : La ville de Jérusalem compte environ 12 000 habitants dont 3 000 Juifs
- 1807 : Grand Sanhédrin fixant les rapports entre la judéité, la laïcité et la citoyenneté des juifs dans les États où ils résident, selon le principe « La loi du royaume est la loi (Dina demalekhouta dina) » au nom duquel le juif est tenu de se soumettre à la loi de son pays dans la mesure où elle ne le contraint pas à des actes immoraux (meurtre, adultère, idolâtrie)[11].
- 1811 : Chateaubriand écrit « Le Voyage de Paris à Jérusalem » qui fut à l'époque une des meilleures ventes de la littérature.

- 1827 : Le philanthrope Moses Montefiore effectue sa première visite en terre sainte.
- 1832 :27 mai : Prise d'Acre par l'armée égyptienne d'Ibrahim Pacha. Méhémet Ali devient alors le maître de la Palestine et de la Syrie[12].
- 1834 : En Serbie, Yéhouda Hay Alkalay publie Shemah Israel (Écoute, Israël), dans lequel il prône la restauration d'un Etat juif[13] il écrira un certain nombre d'ouvrages qui préciseront sa pensée dont le darkei noam en 1839.

- 1839 : Lord Shaftesbury achète une pleine page dans le Times et publie un article appelé The State and rebirth of the jews, dans lequel il s'adresse aux monarques protestants d'Europe et y suggère le retour des juifs pour récupérer la Judée et la Galilée ainsi que le slogan « une terre sans peuple pour un peuple sans terre ». Il écrira une lettre en ce sens au Ministre des affaires étrangères britannique Lord Palmerson[14].

- 1840 :
  - Affaire de Damas, à un moment (1840-1841) où la Syrie était occupée par les troupes de l’Égyptien Ibrahim Pacha.
  - 9 mars : À Londres, le Times annonce la publication d'un mémoire demandant la restauration des Juifs en Palestine, adressé aux monarques protestants d'Europe du Nord et aux États d'Amérique du Nord. Ce mémoire est écrit d'un point de vue chrétien[15].
- 1841 : La création du poste de grand Rabbinat de Jérusalem est l'une des conséquences directes de l'affaire de Damas.
- 1852 : Création à Londres d'une Association pour la promotion d'implantations juives en Palestine[16].
- 1843 : Le révérend écossais (en) Alexander Keith utilise le premier le slogan « Une terre sans peuple et un peuple sans terre » après son voyage de quatre années en Terre sainte[17],[14].
- 1852 : Publication de Ahavat Tsion Amour de Sion d’Avraham Mapou : Premier roman écrit en hébreu moderne, qui exalte l'amour de Sion et constitue un appel implicite au retour en Terre d’Israël.
- 1857 : Judah ben Solomon Hai Alkalai (1798–Octobre 1878 écrit Goral la-Adonai ; traité sur la restauration des juifs en terre d'Israël, en suggérant des méthodes d'installation.

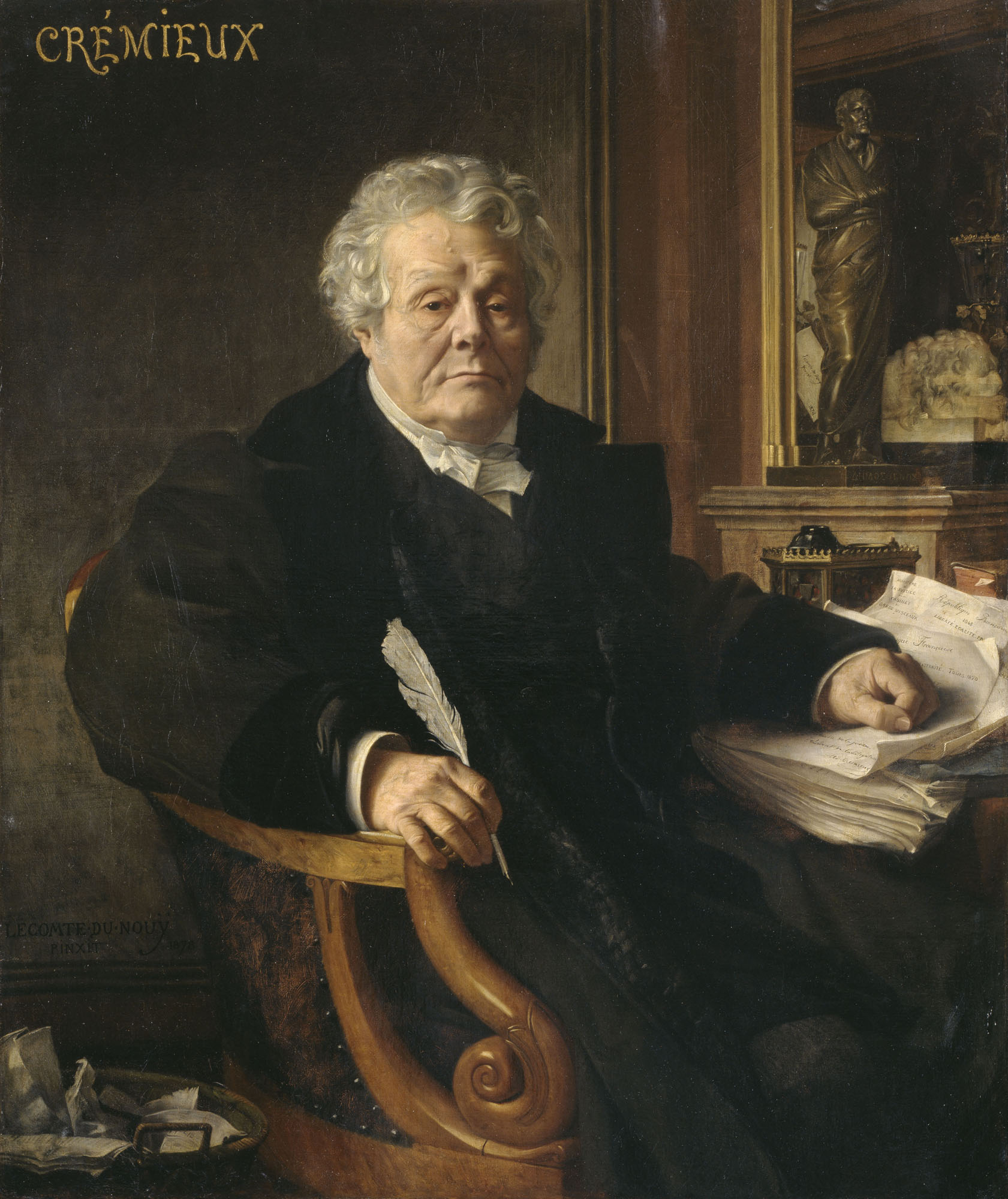
Adolphe Crémieux (1796-1880)
Portrait par Lecomte du Noüy.

- 1860 : Ernest Laharanne conseiller de Napoléon III écrit un pamphlet intitulé : La Nouvelle question d'Orient : Empires d’Égypte et d'Arabie : la reconstitution de la nationalité juive (1860), dans lequel il propose la création d'un État juif en Palestine s'étendant de Suez à Smyrne.
- Fondation de l’Alliance israélite universelle (AIU), par la volonté d'Adolphe Crémieux, Juif d’une très ancienne famille provençale qui joua un grand rôle en tant que révolutionnaire en 1848 et en tant qu'homme politique en tant ministre sous la Troisième République française. L'AIU devint un vecteur des valeurs culturelles et spirituelles de la France républicaine et un agent d’influence et de renseignements du Quai d’Orsay (ministère des Affaires étrangères).
- La ville de Jérusalem compte environ 15 000 personnes, réparties comme suit : la moitié de Juifs, le quart de musulmans, le quart de chrétiens.

- 1862 : face à une immigration importante (ou "alya "- littéralement " montée "), Montefiore construit le quartier de Mishkenot Sha'ananim à l'extérieur de la vieille ville de Jérusalem. Moses Hess publie Rome et Jérusalem. Tzvi Hirsh Kalisher publie Drishat zion (L'exigence de Sion) qui prône une installation physique sur la terre de Sion.

- 1866 : le Suisse Henri Dunant (1828-1910), initiateur de la future Convention de Genève et fondateur en 1859 de la Croix-Rouge, constitue la Société Nationale Universelle pour le Renouvellement de l'Orient, et lance un appel suggérant que les colonies juives naissantes en Palestine soient déclarées diplomatiquement neutres, tout comme la Suisse.
- 1869 : l'Alliance israélite universelle crée la première école agricole à Mikvé-Israël près de Jaffa , à l'instigation de Charles Netter, un de ses fondateurs. De cette école vont sortir des générations d’agriculteurs juifs qui sauront faire « fleurir le désert ».
- 1871 : Création de l’Anglo-Jewish Association (en) (AJA) qui sera une organisation très critique de l’Alliance israélite universelle.
- 1873 :
  - Les territoires allant de Ramallah-Jaffa, au nord, jusqu’à l’Égypte, au sud, relèvent désormais directement des autorités de Constantinople. Jusque-là, la Judée et la Samarie relevaient de l’administration de Damas, et la Galilée relevait de Beyrouth.
  - Création à Vienne d'une branche dissidente de l'Alliance israélite universelle avec l’Israelitische Allianz.
  - Création du terme antisémite par un journaliste de Hambourg, Wilhelm Marr, dans son article « La Victoire du judaïsme sur le germanisme ».
- 1876 : publication du roman Daniel Deronda de George Eliot
- 1878 : fondation de la ville de Petah Tikva
- 1879 : le député britannique Laurence Oliphant après un voyage dans ce qui sera la future Transjordanie, chercha à persuader le Sultan d'accorder des terres aux Juifs sous une charte de colonisation. En 1880, il publia Le pays de Gilead, dans lequel il préconise l'installation de Juifs à l'est du Jourdain, sous la suzeraineté ottomane et la protection britannique
- 1880 : premières revendications d'autonomie arabe pour la Syrie et le Liban ; la Palestine n'est à cette époque qu'une expression géographique et forme la région Sud de la « grande Syrie » ; la population juive en Palestine est estimée alors à 24 000.
- 1881 : Eliezer Ben-Yehuda s'installe à Jérusalem et renouvelle l'usage de l'hébreu. L'assassinat du tsar Alexandre Ier est suivi de la première vague de pogroms à l'encontre des Juifs dans l'Empire russe. C'est le début de la première vague d'immigration juive (aliyah) ;  des Juifs venus de Russie, de Pologne, de Roumanie, et du Yémen viennent s'installer en Palestine.

- 1882 :

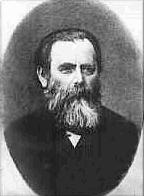
Léon Pinsker (1821-1891)

  - Léon Pinsker publie L'auto-émancipation des Juifs dans lequel il défend l'idée de la création d'un État juif.
  - Fondation de l'organisation Bilou (Beith Israël Lekhou Vena'ale), premier mouvement haloutzique (" pionnier" en hébreu) en Ukraine.
  - Des lois antisémites sont promulguées en Russie.
  - Ouverture de l’école juive de garçons de Jérusalem.
- 1883 :
  - Début des activités d'implantation de colonies juives  en Palestine ottomane par le baron Edmond de Rothschild . Il voulait, en s’inspirant des méthodes de culture expérimentées par ses jardiniers en Algérie et importer dans ses colonies la culture du vin du Bordelais (où son père avait un cru) et des parfums de Grasse (où sa tante avait une villa qu'elle lui légua).
  - Inauguration de la ligne Orient Express reliant Paris à Constantinople.
- 1884 : création à Katowice en Pologne du mouvement des Amants de Sion, créé lors de la  tenue inaugurale des Amants de Sion, à Iași, en Roumanie.

- 1886 :

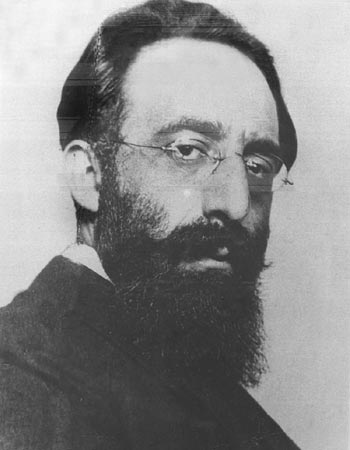
Nathan Birnbaum (1864-1937)

  - Le terme sionisme est employé pour la première fois par Nathan Birnbaum et va rentrer rapidement dans le langage courant.
  - Le journaliste fouriériste et antisémite, Édouard Drumont (1844-1917) édite un livre intitulé La France Juive qui connaît un très grand succès en France (plusieurs dizaines de milliers d'exemplaires vendus en moins d'un an) et qui fait l'objet de soutiens notamment par les Jésuites de Beyrouth et de Damas.
- 1890 :
  - Le comité d'Odessa reçoit une reconnaissance légale.
  - Début de la deuxième vague d'immigration juive (aliyah), de Juifs en provenance de Russie de l'époque (comprenant notamment la Russie de maintenant, la Biélorussie, l'Ukraine et la Pologne actuelles )
- 1891 : Création de la Jewish Colonization Association (ICA ou JCA) par le baron de Hirsch.
- 1892 : Le terme « sionisme » commence à entrer dans le langage courant.
- 1894 : Condamnation en France du capitaine Alfred Dreyfus à être déporté dans une enceinte fortifiée en Guyane, pour une soit-disante trahison.
- 1897 : Après d'autres Anglo-Saxons, le voyageur américain (en) John L. Stoddard reprend dans son ouvrage l'expression de Keith en 1843 : « peuple sans terre... terre sans peuple »[18].

## Fondation du mouvement sioniste

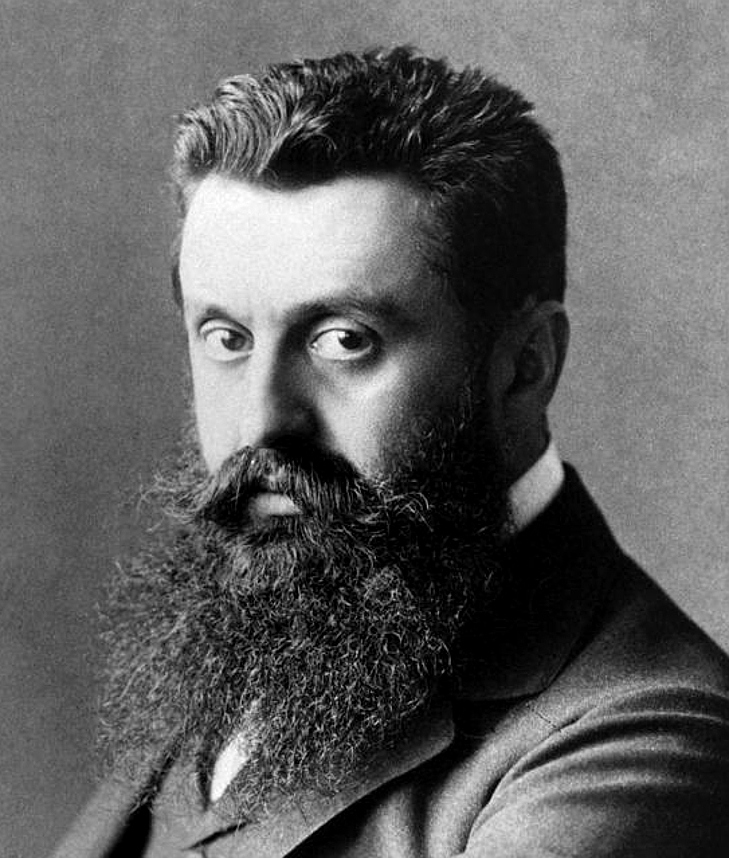
Theodor Herzl (1860-1904)

Le fondateur du mouvement sioniste politique est Theodor Herzl, par son ouvrage L'État des Juifs, recherche d'une réponse moderne à la question juive (Der Judenstaat), publié le 15 février 1896. Theodor Herzl était un jeune journaliste austro-hongrois d'origine juive qui avait suivi à Paris le déroulement de l'Affaire Dreyfus, et avait assisté à la cérémonie de dégradation dans la cour des Invalides en 1895. Révolté par l'antisémitisme ambiant, il en avait tiré la conclusion qu'il est illusoire pour les Juifs de chercher leur salut dans l'assimilation et qu'ils doivent posséder leur propre État. Cet État doit être en mesure d'offrir refuge à tous les juifs qui viendraient à être persécutés.
Les habitudes d'organisation du peuple en juif en exil en communauté politique homogène, le climat d'antisémitisme qui les entourait, ne pouvaient aboutir qu'à un heurt idéologique et religieux avec le peuple arabe vivant sur le même espace.
Pour préparer leur implantation, il leur fallait donc conquérir la terre, et pour cela le mouvement sioniste s'est organisé sur plusieurs niveaux : la diplomatie, la mobilisation des ressources financières, l'achat de terres, les lois, le déplacement de population et la préparation de l'occupation.
Le mouvement sioniste réussit à mettre en place les structures de son projet avec :
- 1897 :
  - 1er Congrès sioniste à Bâle sous la direction de Theodor Herzl, avec la promulgation de la Déclaration de Bâle selon laquelle le sionisme a pour but la création d'un foyer national juif et la création des organes de l'Organisation sioniste mondiale, chargée de la mobilisation politique. Theodor Herzl en est nommé son premier président.
  - Lors de ce congrès, le pasteur luthérien allemand Johann Lepsius, défenseur du peuple arménien, persécuté par les autorités ottomanes, soutenues par le gouvernement allemand, tenta de lier la cause des deux peuples dispersés, dans son rapport intitulé : « Arméniens et Juifs en exil, ou l'avenir de l'Orient compte tenu de la question arménienne et du mouvement sioniste ».
  - Crise antijuive en Algérie.

- 1898 :

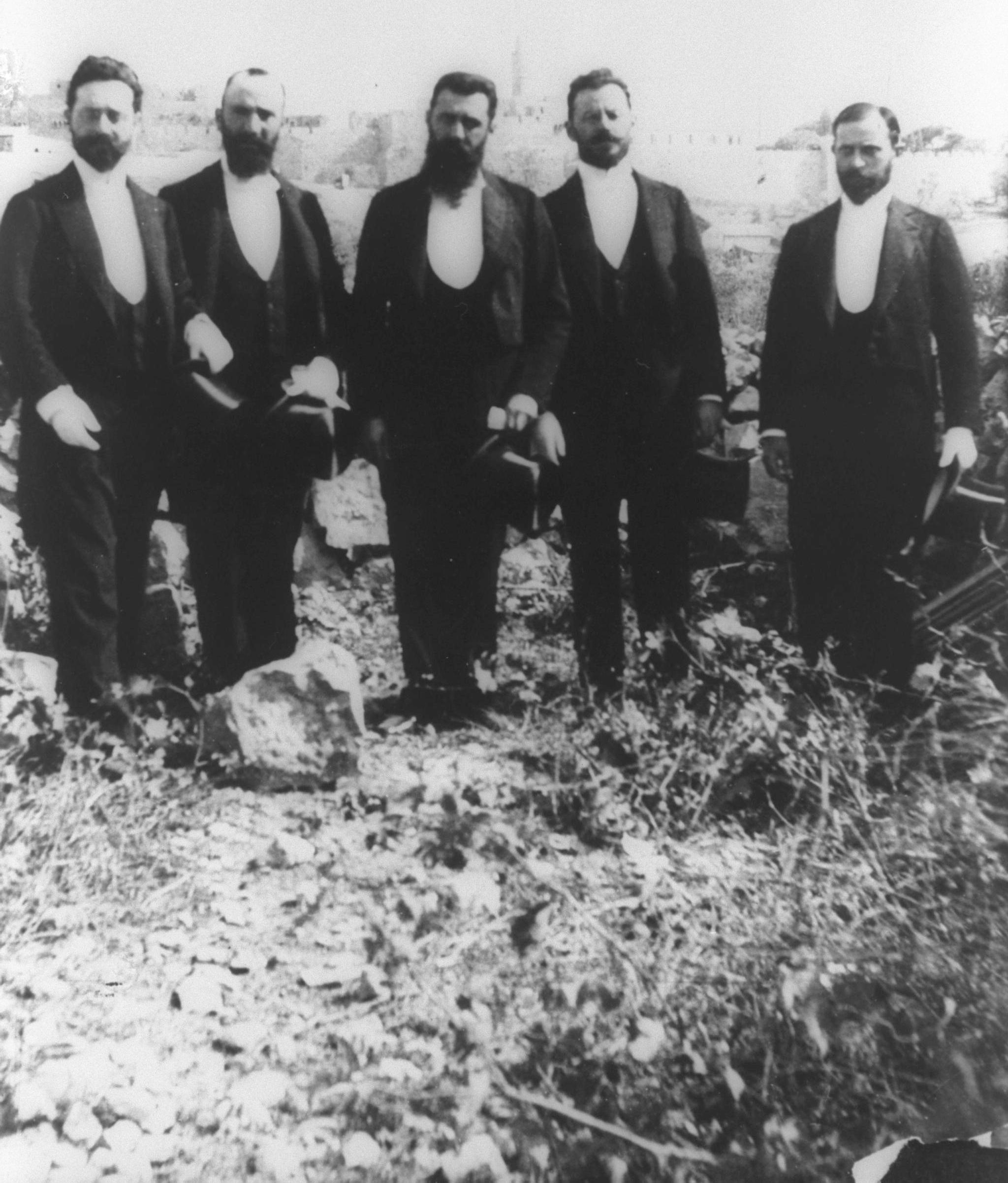
Délégation sioniste à Jérusalem, le 2 novembre 1898, accompagnant le Kaiser Guillaume II lors de son voyage en Palestine. De gauche à droite :, David Wolffsohn, Theodor Herzl,, Joseph Seidener.

  - 2e Congrès sioniste de nouveau à Bâle.
  - Rachid Rida parle pour la première fois du sionisme.
  - Visite de l'Empereur Guillaume II en Terre Sainte qui concrétise l'alliance Turquie-Allemagne. Création de la Banque coloniale juive destinée à financer l'achat de terre en Palestine.

- 1899 :
  - 3e Congrès sioniste toujours à Bâle,
  - lancement de la Banque coloniale juive, chargé de générer le financement des activités pour l'achat de terres en Palestine.
  - Le baron Edmond de Rothschild décide du transfert de ses colonies en Palestine à la ICA.
  - Échange de correspondance entre Herzl et Khalidi, notable d'une des grandes familles arabes palestiniennes de Jérusalem.
  - Révision du procès du capitaine Alfred Dreyfus , qui est condamné à 5 ans d'emprisonnement.
- 1900 :
  - 4e Congrès sioniste à Londres.
  - La ville de Jérusalem compte environ 60 000 personnes. Les Juifs représentent les deux tiers de la population soit 40 000 Juifs : 25 000 Sépharades (Juifs d'Orient), le reste étant askhénaze.
- 1901 :
  - 5e Congrès sioniste à Bâle,
  - création du Fonds national juif, chargé de l'achat des terres en Palestine.
  - Création du Keren Kayemeth LeIsraël (K.K.L.), base du future domaine foncier public israélien.
  - Création à Berlin de la Hilfsverein der Deutschen Juden par James Simon, industriel des cotons et ami du Kaiser.
  - Accords de Mytilène entre la France et l'Empire ottoman concernant les intérêts français en Palestine.
- 1902 :
  - Projet d'implantation juive du Sinaï. Mais, pour que ces organisations deviennent réellement efficaces, il fallait que leur action soit libre dans un cadre territorial et juridique nouveau. Le vieil Empire ottoman va s'engager dans le conflit de la Première Guerre mondiale aux côtés de l'Allemagne et de l'Autriche-Hongrie, puis le mandat britannique qui s'ensuivit sur la Palestine, fournira le cadre favorable à l'établissement d'un Foyer national juif.
  - Dans son ouvrage roman d'anticipation « Terre ancienne, terre nouvelle, Theodor Herzl, évoque la vie dans le futur État et décrit le sionisme comme « un poste avancé de la civilisation, un rempart de l'Europe contre l'Asie, s'opposant à la barbarie ».
  - Albert Antébi et le grand rabbin sépharade Meir sont agressés par des extrémistes ashkénazes manipulés par Ephraïm Cohn, directeur de l’école allemande Lämel. Antébi déclare alors : « Ils prétendent que notre organisation est anti-juive parce qu’elle refusait de donner du travail aux israélites et anti-religieuse parce qu’elle préfère les musulmans ou les chrétiens… Allons-nous nous montrer intolérants, sectaires et exclusivistes parce que nous formons la majorité à Jérusalem ? ». Tout le débat sur le sionisme est posé dans cette phrase.
- 1903 :
  - Le 6e Congrès sioniste, adopte le principe d'une installation en Palestine, dont le territoire est depuis 1517 province de l'Empire ottoman. C'était un projet majeur pour le peuple juif qui impliquait une immigration en masse des Juifs vers un territoire où vivaient déjà deux peuples, les Arabes et les Juifs de Palestine.
  - Ce congrès de 1903, donne une impulsion décisive au mouvement sioniste qui regroupe les partisans du retour des Juifs vers la Terre promise de Sion. Il encourage les initiatives désordonnées de riches juifs, comme le baron de Rothschild, et de juifs plus modestes en faveur d'une implantation agricole. Cette implantation est conduite au nom du slogan : « Une terre sans peuple pour un peuple sans terre »[14].
  - Création de l’Anglo-Palestine Bank (future Banque Leumi LeIsraël).
  - À la suite des pogromes en Russie à Kishinev, le gouvernement britannique, dirigé par Chamberlain, propose à Theodor Herzl de lui donner l'Ouganda pour y créer un foyer juif.
  - Deuxième vague de pogroms dans l'Empire russe qui dure jusqu'en 1906.

- 1904 :
  - Décès de Theodor Herzl, David Wolffsohn (1856-1914) prend la direction du mouvement sioniste.
  - Début de la troisième vague d'immigration des juifs (aliyah) vers la Palestine.
  - Création du Comité de la langue hébraïque (Va'ad Halashon).
  - Création à Paris de la Ligue de la Patrie Arabe, comprenant de représentants de l'Arabie, de la Mésopotamie, de la Syrie et de la Palestine.
- 1905 :
  - 7e Congrès sioniste à Bâle au cours duquel il est décidé de repousser définitivement la proposition de l'Ouganda ainsi que toute alternative à la Palestine. Les « territorialistes », qui voulaient absolument « un territoire », opèrent une scission.
  - Azoury publie au Proche-Orient « Le réveil de la nation arabe ».
- 1906 :
  - David Ben Gourion (David Grün), futur créateur de la centrale syndicale juive , futur Premier e ministre de l'Etat d'Israël, arrive en Palestine alors ottomane.
  - Fondation du premier lycée hébraïque à Jaffa.
  - Fondation de l'École des Arts Betzalel à Jérusalem.
- 1907 : 8e Congrès sioniste à La Haye.
- 1908 :
  - Ouverture près de Jaffa du Bureau palestinien destiné à organiser l'achat de terres par le Dr Arthur Ruppin (1876-1943), ainsi que du Palestine Land Development Company (PDLC). En mars, incidents à Jaffa entre Juifs et Arabes.
  - À la suite de la révolution des « Jeunes-Turcs » en juillet, des élections ont lieu dans l'Empire ottoman et en Palestine.
- 1909 :
  - Fondation d'un petit bourg juif à proximité de Jaffa qui deviendra la ville nouvelle de Tel Aviv.
  - Création du premier kibboutz (Degania, - le bleuet) par douze pionniers venant de Russie .
  - Campagne antisioniste du journal arabe « al-Karmil » (le Carmel) de Haïfa.Incidents entre Juifs et Arabes en Galilée qui aboutissent à la création de la première milice juive.
- 1910 :
  - 9e Congrès sioniste à Hambourg.
  - Dans la ville de Jérusalem, le rapport entre sépharades et ashkenazes s'inverse.
  - Révolte des Bédouins de Transjordanie.
  - Développement d'un autonomisme arabe dans l'Empire ottoman.
- 1911 :
  - 10e Congrès sioniste à Bâle.
  - Début de la parution du journal nationaliste arabe « Falastin » (Palestine) à Jaffa.
- 1912 : Déclaration du président de la république française Raymond Poincaré sur l'avenir de la Syrie.
- 1913 :
  - 11e Congrès sioniste à Vienne.
  - Création du Comité France-Palestine par Albert Antébi, sous les auspices du rabbin Maurice Liber et du ministre français, socialiste et pacifiste, Aristide Briand (1862-1932). Albert Antébi est le fils du rabbin Joseph et petit-fils d'un patriote ottoman mort dans les troubles de 1860.
  - Guerre des langues pour le choix de la langue d’enseignement (allemand ou hébreu) au Technion de Haïfa, créé en 1912.
  - En avril, contacts entre sionistes et nationalistes arabes au Caire.
  - En juin, Congrès arabe à Paris.
- 1914 :
  - Unification du mouvement sioniste américain (août). La population juive de Palestine est estimée à 60 000 personnes, contre 570 000 Arabes musulmans et 75 000 Arabes chrétiens.
  - Nouvelle négociation arabo-sioniste.
  - La guerre des langues s'étend dans les écoles juives de Palestine.
  - En août, Brandeis unifie le mouvement sioniste américain.
  - Le 3 novembre, l'Entente déclare la guerre à la Turquie lors de la Première Guerre mondiale. Fin 1914, expulsion par les Ottomans des ressortissants des puissances ennemies hors de la Palestine (juifs et non-juifs). En décembre, établissement du protectorat britannique sur l'Égypte.

- 1915 :
  - Création du réseau Nili.

Herbert Samuel (1870-1956)

  - En pleine guerre, le Royaume-Uni, la France et la Russie, planifient, dans le plus grand secret, le partage du Proche-Orient et définissent les contours de leurs futures zones d'influence. Ils pensent que la Palestine est un cas particulier, du fait de l'enjeu symbolique que constituent les lieux saints, et doit bénéficier d'un statut international.
  - En janvier, les troupes britanniques pénètrent dans l'Empire ottoman. Les Britanniques autorisent en avril la création d'une unité juive palestinienne de transport, la Zion Mule Corps. 32 personnalités arabes sont pendues par les Turcs. En juillet, début de la correspondance secrète entre Hussein, chérif de la Mecque et Mac Mahon, en vue d'établir un royaume arabe indépendant après la guerre. Le 24 octobre, Londres décide de « reconnaître et de soutenir l'indépendance des Arabes dans toutes les régions situées dans les limites revendiquées par le chérif de la Mecque », excepté les lieux saints de Palestine, des districts de Mersine ainsi que de l'actuel Liban.
  - Cependant, pour gagner la guerre, la diplomatie britannique va chercher à gagner, des peuples jusqu'alors soumis à l'Empire ottoman et les associer indirectement à ce projet de démantèlement : les Arabes, bien sûr, mais aussi les Juifs et en particulier les puissantes communautés juives de Russie et des États-Unis, en leur promettant de satisfaire la revendication du mouvement sioniste, dans son projet de création d'un État juif en Palestine.
  - Mémorandum d'Herbert Samuel sur l'avenir de la Palestine.
  - En juillet, négociations secrètes des Britanniques avec Hussein le Chérif de La Mecque pour la mise en place au Proche-Orient d'une entité arabe musulmane indépendante de la Turquie.
  - En août, exécutions des nationalistes arabes par les Ottomans.
- 1916 :
  - En mars, début du soulèvement arabe contre les Turcs. Le 5 juin Hussein déclenche la révolte arabe contre les Turcs et se proclame roi des Arabes le 29 octobre. Son fils Faysal combat aux côtés de l'officier britannique Lawrence contre l'empire ottoman. Il rentre à Acaba en juillet 1917 et à Damas en octobre 1918.
  - Accord secret franco-russo-britannique sur la délimitation de zones d'influence au Moyen-Orient. Cet accord sera rendu public par les bolcheviks russes en novembre 1917.
  - Le 16 mai, l'accord Sykes-Picot redéfinit la nouvelle carte géopolitique du Moyen-Orient. La Palestine est définie comme zone internationale, comprenant Saint-Jean-d'Acre, Haïfa et Jérusalem.

## La déclaration Balfour
Avant la Première Guerre mondiale, la Palestine, en tant que région, recouvre l'actuel État d'Israël, la Bande de Gaza, la Cisjordanie, une partie du Golan et l'actuel Royaume de Jordanie. Elle fait partie de l'Empire ottoman . À la fin de la guerre, le Royaume-Uni en obtient le contrôle par le Traité de Paix de Versailles signé en 1919.
- 1917 :
  - le 2 novembre, Arthur James Balfour, ministre britannique des Affaires étrangères par sa déclaration, adressée au Baron Edmond de Rothschild au Royaume-Uni, promet la création d'un Foyer national juif en Palestine, mais il ne s'agit pas encore d'un État juif, en ce sens il respectait aussi la doctrine évangélique qui affirme que « Les Juifs doivent d'abord retourner à Sion et ensuite viendra le drame final », et « Il enverra ses anges avec la trompette retentissante et ils rassembleront ses élus des quatre vents » (Mathieu 24,31).
  - 7 novembre : début de la révolution bolchevik russe.
  - 9 Décembre : conquête de la Palestine par l'armée britannique. Jaffa tombe aux mains des Britanniques en novembre, le 9 décembre Jérusalem capitule et le général Allenby entre à Jérusalem. Fin de la domination ottomane sur Jérusalem.

- Novembre 1918 : les gouvernements français et britannique proclament leur soutien à l'« émancipation » des peuples libérés du joug ottoman, mais les Arabes de Jérusalem s'inquiètent du fait que les territoires palestiniens soient séparés de la Syrie historique et revendiquent l'unité Syrienne. Le quotidien juif « Haaretz » est fondé.

- 1919 :
  - À la mort d'Albert Antébi, en mars, on trouve  notamment les affirmations suivantes :

« Le monde est à la réalisation des rêves. - Le principe des nationalités devient la charte de l’Europe, pourquoi donc le peuple juif ne réussirait-il pas comme son contemporain le Grec ? - Il est dispersé ? (...) Mais l’on transplanterait vite quelques millions de la Russie. - L’étendue de la terre palestinienne est minime, elle n’atteindrait pas 30 000 km² ? (...) On n’a qu’à lui adjoindre la Transjordanie, la presqu’île du Sinaï, le désert de la Syrie (...) - Que ferait-on d’un million d’Arabes qui y résident ? (...) On les transfèrerait progressivement dans les territoires libres de la Mésopotamie et de la Caramanie. - Mais pour cette transplantation, il faut du temps et de l’argent ? (...) Les Juifs sont riches, ils ont connu trois exils, ils sont dispersés depuis deux mille ans, ils mettraient cent ans pour se rassembler (...) Mais qui règlerait ces données et aplanirait ces difficultés ? (...) La conférence de la paix et Wilson (...) Et ainsi, tout devient facile et plausible aux rhéteurs et discoureurs. Les réalistes restent sceptiques (...) Ils voient comment les généreux rêves de Wilson fondent à la discussion des réalités. (...) Oui, les Juifs triompheront par la reconnaissance de leur nationalité ; jouissant d’une autonomie administrative, partout où ils forment des agglomérations compactes comme dans certains secteurs en Galicie, Ukraine, Pologne, Bohême, etc., possédant droit de cité en Palestine avec une immigration illimitée et organisée, une colonisation élargie, une autonomie administrative et une coopération politique favorisée, sans sacrifier pour cela le droit des habitants indigènes actuels, Chrétiens levantins ou Arabes musulmans, et les privilèges des Lieux-Saints. (...) Le système cantonal suisse, avec un conseil fédéral, sous le protectorat interallié ou un condominium franco-anglais attribuant aux immigrants juifs les terres sans propriétaires, sans donner libre passage aux bolchevistes germano-russes, constituera la formule diplomatique conciliant tous les intérêts »

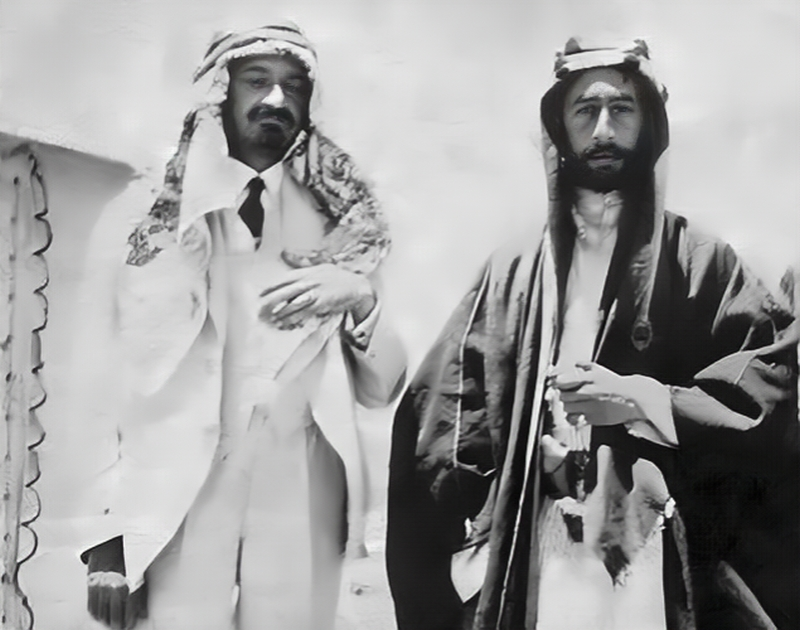
1918. Chaim Weizmann rencontre l'émir Fayçal ibn Hussein

- - À Jérusalem, le 1er Congrès des Associations islamo-chrétiennes de Palestine, au moment même où se tenait la Conférence de paix de Paris (1919), élève une « véhémente protestation » contre la déclaration Balfour, car selon leurs informations : « leur pays deviendrait une patrie nationale » pour les Juifs.
  - Une commission américaine (commission King-Crane), venue au Proche-Orient s'enquérir des « vœux des populations », préconise la sauvegarde de cette unité syrienne.
  - Accord Fayçal-Weizmann de 1919 entre Fayçal 1er de Syrie et Haïm Weizmann, qui deviendra président de l'Organisation sioniste mondiale l'année d'après. La possibilité d'une coopération judéo-arabe apparaît.
  - David Ben Gourion, Berl Katznelson et Itzhak Tabenkin fondent le parti travailliste israélien (Mapaï).

- En 1920 :

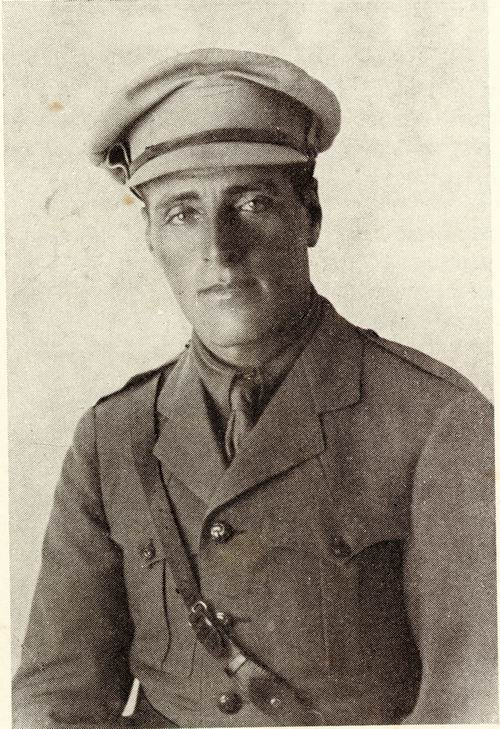
Joseph Trumpeldor (1880-1920)

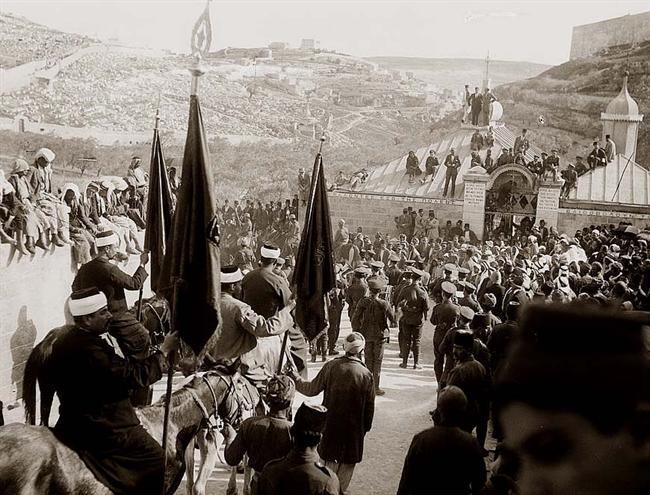
1920. Fête traditionnelle musulmane du Nabi Moussa

  - 29 février : Joseph Trumpeldor, est tué en défendant Tel Haï, en Haute-Galilée. Il fut un des premiers activistes sionistes et participa à la création des légions juives et à l'organisation de l'immigration des juifs vers le futur État d'Israël.
  - 4 avril : Lors de la fête traditionnelle musulmane du Nabi Moussa, transformée en manifestation pour l'unité syrienne, le foule arabe s'attaque aux Juifs de la Vieille Ville de Jérusalem, et la situation tourne à l'émeute.
- 25 avril :  Conférence de San Remo, l'activisme politique du président de la Fédération sioniste britannique, Haïm Weizmann, aboutit à ce qu'à la Conférence de San Remo, la déclaration Balfour soit incluse dans les attendus du mandat britannique sur la Palestine que la Société des Nations approuvera deux années plus tard. Par cet acte, le Royaume-Uni, choisit de soutenir le sionisme plutôt que l'arabisme pour imposer son contrôle sur la Palestine.
- Le fils du chérif de la Mecque, Fayçal, est chassé de Syrie par la France, et le royaume arabe indépendant promis par les Britanniques ne verra pas le jour.
- Mandat britannique sur la Palestine : Nomination du premier haut-commissaire de la Palestine, Sir Herbert Samuel. Au sein du Yishouv, élection au mois d'avril au suffrage universel d'une assemblée de députés (Asséfath Ha'Nivharim) de 314 membres, représentant vingt partis différents.
- Fondation de la Histadrout (Confédération Générale du Travail).
- Hamin Al Husseini (Hadj Muhammad Amin al-Husseini) devient Mufti de Jérusalem grâce aux Britanniques.
- Premiers troubles judéo-arabes : pogroms antijuifs à Jaffa.
- Fondation de la Haganah (organisation d'auto-défense juive).

- En 1921 :

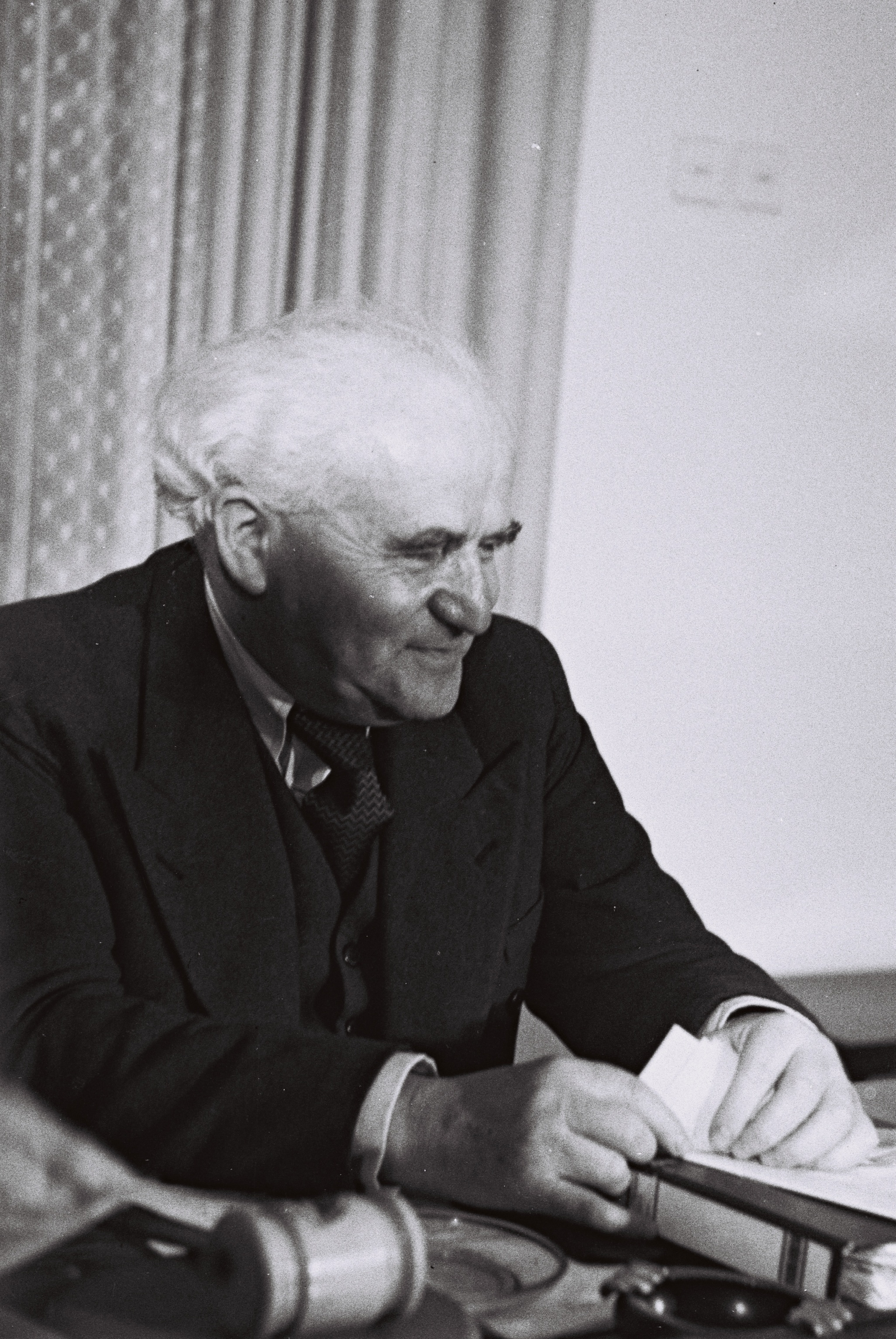
David Ben Gourion (1886-1973)

  - De passage à Jérusalem, le jeune secrétaire d'État britannique aux Colonies, Winston Churchill, reçoit une délégation  de Palestiniens musulmans et chrétiens à qui il déclare : « Si les sionistes n'étaient venus en Palestine que comme des hôtes ou si les choses en étaient restées à ce qu'elles étaient avant la guerre, il n'y aurait pas de problème entre Juifs et de non-Juifs. Mais c'est l'idée d'une Palestine transformée en un Foyer national juif que les Arabes rejettent et combattent ».
  - Publication du Livre blanc du secrétaire d'État britannique aux Colonies, Winston Churchill, où il définit le « foyer national juif ».
  - En juin, le Haut-Commissaire Herbert Samuel décide de la restriction de l'immigration juive en Palestine.
  - Les mouvements arabes palestiniens refusant de cautionner la construction d'un Foyer national juif, ils rejettent toute participation aux institutions politiques du mandat britannique, à l'exception de la gestion des affaires religieuses.
  - David Ben Gourion fonde la centrale syndicale « Histadrouth » (Confédération générale des travailleurs juifs).
  - Le Royaume-Uni, qui s'est déclarée favorable à l'établissement en Palestine d'un foyer national pour le peuple juif, par la Déclaration Balfour  en 1917, se voit conférer en 1922 un mandat sur la Palestine  par la Société des Nations.

- 1922 : La Transjordanie (partie orientale du territoire mandataire britannique) devient un émirat autonome. Elle est soustraite à l'immigration juive.

- 1923 : En août, 13e Congrès de l'O.S.M. à Carlsbad.
- 1924
  - Début de la 3e vague d'immigration des juifs (aliyah) vers la Palestine, en provenance essentiellement de la Pologne.
  - Fondation du Technion de Haïfa.

- 1925 :
  - Fondation de l'Université hébraïque de Jérusalem sur le Mont Scopus.
  - Soulèvement syrien contre la France.
  - En août, 14e Congrès de l' O.S.M. à Vienne. Début de la crise économique en Palestine.

- 1926 : Grave crise économique dans la communauté juive (Yichouv), avec une forte extension du chômage.

- 1927 : 15e Congrès de l'organisation sioniste mondiale   à Vienne.

- 1928 :
  - la Palestine vivait jusqu'en 1926 dans un calme relatif, mais la communauté juive, le yichouv, depuis, traversait une crise profonde. Le tarissement de l'immigration juive permet même de parler de « banqueroute du projet sioniste ». Cette année-là, la commémoration par les juifs sionistes de la destruction du Temple par les Romains se radicalise et est ressentie comme une provocation par la communauté musulmane. De nombreux incidents ont lieu près du mur des Lamentations.
  - Peu après, des rumeurs commencent à circuler, au sujet d'un complot juif, dont le but de s'emparer de l'Esplanade des mosquées.
  - Création du mouvement des frères musulmans en Égypte.

- 1929 :
  - La rumeur aboutit à des émeutes qui prennent des allures de pogrom anti-juif; des massacres ont lieu à Hébron puis à Safed : 113 juifs tués et 339 autres blessés. Or, devant la montée de l'antisémitisme en Europe, de nombreux juifs d'Europe centrale continuent d'arriver en Palestine, apportant des capitaux et achetant de plus en plus de terres arabes.
  - En juillet, 16e Congrès de l'organisation sioniste mondiale. l'Agence juive pour la Palestine, chargée de l'immigration des juifs en Palestine, s'élargit à des non-sionistes et devient officiellement l'Agence juive.
  - Le 23 août, harangue du Mufti à Jérusalem.

- 1930 : Publication du second Livre Blanc britannique, prévoyant de limiter pour la première fois l'immigration des Juifs en Palestine.

- En 1931 :
  - Fondation de l'Irgoun Tzva'i Leumi (Etzel), organisation juive clandestine de tendance révisionniste, favorable aux actions violentes et qui est une dissidence de la Haganah.
  - Création aux États-Unis de l'American Palestine Committee (en).
  - 13 février : Lettre du Premier ministre britannique McDonald à Haïm Weizmann dans laquelle il s'engage à abroger les dispositions prises dans le Livre blanc Passfield.
  - Juin : 17e Congrès sioniste à Bâle lors duquel Sokolow remplace Haïm Weizmann à la direction de l'Organisation sioniste mondiale.
  - Estimation de la population juive en Palestine: 174 000.

- 1932 : Fondation du quotidien Jérusalem Post.

## Accession au pouvoir d'Adolf Hitler
- 1933 :
  - Adolf Hitler accède au pouvoir en Allemagne. C'est le début de la 5e aliyah, principalement en provenance d'Allemagne et des territoires qui seront contrôlés par les Allemands (Autriche en 1938 puis Tchécoslovaquie en 1939).
  - en octobre, à Haïfa, des émeutiers arabes s'en prennent aux autorités britanniques qu'ils considèrent comme responsables des progrès du sionisme.

- 1934 : Début de la Ha'apalah, entreprise d'immigration illégale de réfugiés juifs venant d'Allemagne principalement alors que leur nombre dépasse les quotas imposés par les Britanniques.

- 1935 :
  - À l'automne : une révolte populaire arabe éclate, avec une nette coloration d'islam populiste et de guerre sainte, menée par le cheikh Izz al-Din al-Qassam. Après la mort de leur chef, en novembre, une grève générale est lancée pour obtenir l'arrêt de l'immigration juive et interdire la vente  des terres aux juifs. Elle se prolongera jusqu'en octobre 1936.
  - Le 15 septembre, les lois anti-juives de Nuremberg sont proclamées en Allemagne.
  - La population juive en Palestine est estimée à plus de 300 000 personnes .

- En 1936 :
  - Début de l'opération Homa Oumigdal (murailles et tour), qui est une entreprise d'implantations aboutissant, de 1936 à 1939, à 51 nouveaux kibboutz et moshav créés chacun en une seule nuit.
  - Avril 1936 : Une révolte arabe, poussée par le grand mufti de Jérusalem, Haj Amin al Husseini, déclenche des troubles sanglants.

- 1937 :
  - La commission britannique Peel propose un projet de partition de la Palestine entre Juifs et Arabes. Le gouvernement britannique finit par accepter le principe de cette recommandation. Il s'agit là du premier texte suggérant le partage du pays entre Juifs et Arabes. En ce sens, il peut être considéré comme le texte fondateur de l'Israël moderne.
  - Des groupes armés arabes s'en prennent aux Britanniques, aux Juifs et aux « traîtres arabes ». Les Britanniques mènent une dure répression, et en deux années, réussissent à vaincre et à décapiter le mouvement national palestinien. Les Britanniques créent une police supplétive juive, les "Notrims" , chargée de protéger les implantations juives en Palestine.

- En 1939 :
  - 3 mai : Publication du 3e Livre Blanc (de MacDonald) qui prévoit de limiter très fortement le quota d'immigration des Juifs en Palestine.
  - 1er septembre : début de la Seconde Guerre mondiale. David Ben Gourion déclare : « Nous ferons la guerre comme s'il n'y avait pas de Livre Blanc, et nous combattrons le Livre Blanc comme si la guerre n'existait pas ». .

- 1940 : 
  - Premières actions armées de l'Irgoun , groupe terroriste, contre les Anglais, puis arrêt de ses actions au déclenchement de la Seconde Guerre mondiale. Certains dirigeants arabes, comme le Mufti de Jérusalem, vont du côté allemand. La Syrie d'abord vichyste passe du côté des forces françaises libres.
  - Abandon du plan Madagascar

- En 1941 :
  - Création des commandos de choc de la Haganah : Palmach. Scission de l'Irgoun et création d'un autre groupe armé sioniste, le Le'hi.
  - Haj Amin al Husseini scelle une alliance avec Hitler et plaide pour résoudre le problème des Juifs au Moyen-Orient « selon les méthodes de l'Axe ».

- 1942 :
  - 20 janvier : la conférence de Wannsee décide de la Solution finale pour l'extermination du peuple juif, qui aboutira à l'élimination d'un tiers du peuple juif, soit environ 6 millions de personnes mortes principalement dans les camps d'extermination ou par balles.
  - Février: tragédie du Struma, cargo transportant 767 réfugiés juifs roumains qui se sont vu refuser l'entrée en Palestine, torpillé en mer Noire.
  - Création aux États-Unis du Christian Council on Palestine.

- De 1943 à 1944 :
  - Les parachutistes juifs-palestiniens de l'armée britannique tentent de renouer le contact avec les Juifs des pays occupés; sept d'entre eux y laisseront leur vie.
  - La Brigade juive de Palestine, forte de 30 000 combattants, participe à la guerre comme partie intégrante de l'armée britannique.

- De 1945 à 1946 : La Haganah, l'Etzel et le Lehi, se réunissent de façon temporaire, pour former le Mouvement de la Résistance Hébraïque.

- 1946 :

- - Les immigrants juifs illégaux sont déportés par les Britanniques dans des camps de personnes déplacées à l'île de Chypre.
  - 22 juillet : l'Irgoun, groupe terroriste, fait sauter l'aile droite de l'hôtel King David à Jérusalem (qui abritait l'état-major du Mandat britannique) et cause la mort de 91 personnes, dont 19 juifs.
  - La Transjordanie acquiert son indépendance et devient le Royaume Hachémite de Jordanie.

- Juillet 1947 : le bateau Exodus, qui avait à son bord 4 500 survivants de la Shoah, ne peut accoster à Haïfa, les autorités britanniques refusant l'arrivée de ces rescapés et refoulant le bateau vers l'Allemagne et sa zone britannique, où les rescapés sont enfermés dans des camps.

## Création d'Israël
- 29 novembre 1947 : Alors que l'idée d'un État-refuge en Terre sainte pour les rescapés de la Shoah s'impose dans l'opinion occidentale, le plan de partage de la Palestine est présenté par l'ONU comme solution au conflit entre les Juifs et les Arabes, octroyant, au nouvel État juif, 55 % du territoire de la Palestine mandataire. Il est approuvé par la majorité des pays composant  l'Assemblée générale des Nations unies : 33 sur 51.

Pour les mouvements sionistes d'obédience sociale démocrate qui l'acceptent (les mouvements politiques liés aux groupes armées de l' Irgoun et au Lehi le refusant), ce plan, rejeté par les dirigeants palestiniens et arabes, est une énorme victoire, car ce partage est la reconnaissance de la fondation du futur État d'Israël, qu'ils appelaient de tous leurs vœux et il est un point d'appui susceptible d'extensions ultérieures. À l'expiration du mandat britannique sur la Palestine, fixé au 15 mai 1948, la guerre civile ayant commencé au lendemain du plan de partage du 29 novembre 1947 a déjà donné naissance à 350 000 réfugiés arabes. Plusieurs villes arabes ont également été conquises par les forces juives, avant l'indépendnace officielle. Le 14 mai 1948, David Ben Gourion, président de l'exécutif provisoire juif (Yishouv) proclame à Tel Aviv l'indépendance sous le nom d'État d'Israël.
- Entre mai et octobre 1948, la première guerre israélo-arabe va encore chasser de leurs terres et de leurs maisons, plus de quatre cent mille palestiniens de plus[19], en majorité des paysans. La Palestine qui comptait environ 1 100000 habitants musulmans et chrétiens se vide de plus de 750 000 habitants arabes.

Les dirigeants du jeune Etat juif estimaient, à l'époque, que les pays arabes voisins, en particulier l'Irak et la Syrie, avaient les capacités en termes de place, de finances et de culture, d'intégrer les réfugiés arabes palestiniens sur leur territoire et au sein de leur population.
- À partir de 1949 et pendant les années qui suivirent, six à neuf cent mille Juifs des pays arabes vont être tenus de quitter leur pays, exilés de chez eux, dépossédés de leurs terres et biens, privés de leur nationalité, harcelés par les populations et les autorités. Cela mit fin à l'antique civilisation juive d'Orient, les pays arabes s'étant vidés de la quasi-totalité de leurs Juifs, dorénavant réfugiés en Israël, en Europe et en Amérique du Nord.